# Polystichum plaschnickianum
Polystichum plaschnickianum är en träjonväxtart som först beskrevs av Kze., och fick sitt nu gällande namn av Moore. Polystichum plaschnickianum ingår i släktet Polystichum och familjen Dryopteridaceae. Inga underarter finns listade.